# Bázikus berillium-acetát
| Bázikus berillium-acetát                                                                                        |                                           |
| Beacetate.png                                                                                                   |                                           |
| Szabályos név                                                                                                   | Hexakisz(μ-acetáto)-μ4-oxotetraberillium  |
| Más nevek | berillium-oxiacetát berillium-oxid-acetát |
| Kémiai azonosítók                                                                                               |                                           |
| CAS-szám | 19049-40-2                                |
| PubChem | 3035396                                   |
| ChemSpider | 2299653                                   |
| EINECS-szám | 242-785-4                                 |
| InChIKey | RKARILOACIIVIJ-UHFFFAOYSA-H               |
| UNII | NL5ZW5U7JX                                |
| Kémiai és fizikai tulajdonságok                                                                                 |                                           |
| Kémiai képlet                                                                                                   | C12H18Be4O13                              |
| Moláris tömeg                                                                                                   | 406.3122 g/mol                            |
| Megjelenés | színtelen                                 |
| Olvadáspont | 285 °C                                    |
| Forráspont | 330 °C                                    |
| Oldhatóság (kloroformban)                                                                                       | oldódik                                   |
| Ha másként nem jelöljük, az adatok az anyag standardállapotára (100 kPa) és 25 °C-os hőmérsékletre vonatkoznak. |                                           |

A bázikus berillium-acetát kémiai vegyület, képlete Be4O(O2CCH3)6. Bár nincs gyakorlati használata, a szerkezetét némileg tanulmányozták. A bázikus acetátok fématomokból, egy központi oxigénatomból és külső acetátcsoportokból állnak. A bázikus acetátok egy másik családja három fématomot tartalmaz M3O(O2CCH3)6(H2O)3 (M = Cr, Fe, Ru) általános összegképlettel. Ebben a családban egy vegyület különböző fématomokat is tartalmazhat.

## Előállítása
Elő lehet állítani bázikus berillium-karbonát és forró ecetsav reakciójával:
2 Be2CO3(OH)2 + 6 AcOH → Be4O(O2CCH3)6 + 5 H2O + 2 CO2
Vízben oldhatatlan, de kloroformban oldódik. Nem poláris molekula. Vákuumban bomlás nélkül olvad és szublimál.

## Szerkezete
Szerkezete jelentősen stabil. Egymásba kapcsolódó hattagú Be2O3C gyűrűkből áll.

## Fordítás
Ez a szócikk részben vagy egészben  a   Basic beryllium acetate című angol Wikipédia-szócikk ezen változatának fordításán alapul.  Az eredeti cikk szerkesztőit annak laptörténete sorolja fel. Ez a jelzés csupán a megfogalmazás eredetét és a szerzői jogokat jelzi, nem szolgál a cikkben szereplő információk forrásmegjelöléseként.